# Premier ministre du Conseil des affaires de l'État de la république populaire de Chine
Pour les articles homonymes, voir Premier ministre de Chine et Liste des Premiers ministres de la république de Chine.
Le Premier ministre du Conseil des affaires de l'État de la république populaire de Chine (chinois simplifié : 中华人民共和国国务院总理 ; chinois traditionnel : 中華人民共和國國務院總理 ; pinyin : Zhōnghuá Rénmín Gònghéguó Guówùyuàn Zŏnglĭ), parfois également appelé de façon informelle « Premier ministre », est le dirigeant du Conseil des affaires de l'État de la république populaire de Chine qui constitue la tête du gouvernement et le plus haut rang de la fonction publique en république populaire de Chine.
Le Premier ministre est formellement approuvé par l'Assemblée nationale populaire sur la nomination du président. En pratique, le candidat est choisi par l'intermédiaire d'un processus officieux au sein du Parti communiste chinois. À la fois le Président et le Premier ministre sont choisis une fois tous les cinq ans. Le Premier ministre est toujours un membre du puissant Comité permanent du bureau politique du Parti communiste chinois et bien souvent le numéro trois dans la hiérarchie du parti.

## Pouvoirs et fonctions
Le poste de Premier ministre constitue la plus haute position du Conseil des affaires de l'État de la république populaire de Chine . Il est responsable de l'organisation et de l'administration de la bureaucratie civile chinoise. Cela comprend la supervision de plusieurs ministères, départements, commissions et agences légales, ainsi que l'annonce des candidatures pour l'Assemblée nationale populaire pour les mandats de vice-Premiers ministres, conseillers d’État et ministres. Le Premier ministre ne possède pas l'autorité de commandement sur l'Armée populaire de libération, mais est à la tête du Comité de mobilisation pour la défense nationale de la Chine, qui est un département de redéploiement des forces armées. Ces dernières années, les responsabilités sont partagées entre le Premier ministre et le président. Le Premier ministre est responsable des détails techniques de la mise en place de la politique gouvernementale alors que le président rassemble le soutien politique nécessaire pour la politique gouvernementale.
En 1989, le Premier ministre de l'époque, Li Peng, en collaboration avec le président de la commission centrale militaire, Deng Xiaoping, utilise son statut de Premier ministre pour déclarer la loi martiale à Pékin et ordonne l'intervention militaire pour dissoudre les manifestations de la place Tian'anmen.
Le Premier ministre est assisté de quatre vice-Premiers ministres depuis une réforme menée par Deng Xiaoping en 1983.

## Liste des Premiers ministres
- Première administration
- Seconde administration
- Troisième administration
- Administration Hu-Wen
- Administration Xi-Li

| Portrait | Portrait | Nom (Naissance–Décès)                                | Mandats            | Mandats           | Mandats           | ANP      | Gouvernement  |
| -------- | --- | ---------------------------------------------------- | ------------------ | ----------------- | ----------------- | -------- | ------------- |
| 1        | | Zhou Enlai 周恩来 (1898–1976) Originaire de Pékin    | 1er octobre 1949   | 15 septembre 1954 | 26 ans, 99 jours  | CP       | Zhou I        |
| 1        | 15 septembre 1954 | Zhou Enlai 周恩来 (1898–1976) Originaire de Pékin    | 18 avril 1959      | I                 | 26 ans, 99 jours  | Zhou II  |               |
| 1        | 18 avril 1959 | Zhou Enlai 周恩来 (1898–1976) Originaire de Pékin    | 21 décembre 1964   | II                | 26 ans, 99 jours  | Zhou III |               |
| 1        | 21 décembre 1964 | Zhou Enlai 周恩来 (1898–1976) Originaire de Pékin    | 4 janvier 1975     | III               | 26 ans, 99 jours  | Zhou IV  |               |
| 1        | 4 janvier 1975 | Zhou Enlai 周恩来 (1898–1976) Originaire de Pékin    | 8 janvier 1976†    | IV                | 26 ans, 99 jours  | Zhou V   |               |
| 1        | Accords de Genève en 1954, Conférence de Bandung en 1955, Visite de Richard Nixon en Chine en 1972, Grand Bond en avant, Révolution culturelle Mandats : Ministre des affaires étrangères (1949–1958), Président de la CCPPC (1954–1976) †Décédé en fonction (cancer)                                  | Zhou Enlai 周恩来 (1898–1976) Originaire de Pékin    |                    |                   |                   |          |               |
| 2        | | Hua Guofeng 华国锋 (1921–2008) Originaire du Hunan   | 4 février 1976     | 7 avril 1976      | 4 ans, 219 jours  | IV       | (par intérim) |
| 2        | 7 avril 1976 | Hua Guofeng 华国锋 (1921–2008) Originaire du Hunan   | 5 mars 1978        | Hua I             | 4 ans, 219 jours  | IV       |               |
| 2        | 5 mars 1978 | Hua Guofeng 华国锋 (1921–2008) Originaire du Hunan   | 10 septembre 1980§ | V                 | 4 ans, 219 jours  | Hua II   |               |
| 2        | Mouvement du 5-Avril, Chute de la Bande des Quatre, Guerre sino-vietnamienne, Politique de l'enfant unique Mandats : Gouverneur du Hunan (1970–1976), Ministre de la sécurité publique (1975–1977), Vice-Premier ministre (1975–1976) § Évincé                                                         | Hua Guofeng 华国锋 (1921–2008) Originaire du Hunan   |                    |                   |                   |          |               |
| 3        | | Zhao Ziyang 赵紫阳 (1919–2005) Originaire de Pékin   | 10 septembre 1980  | 6 juin 1983       | 7 ans, 75 jours   | V        | (par intérim) |
| 3        | 6 juin 1983 | Zhao Ziyang 赵紫阳 (1919–2005) Originaire de Pékin   | 24 novembre 1987§  | VI                | 7 ans, 75 jours   | Zhao     |               |
| 3        | Réforme économique chinoise, Déclaration commune sino-britannique sur la question de Hong Kong, Déclaration commune sino-portugaise sur la question de Macao, Manifestations de la place Tian'anmen Mandats : [Gouverneur du Guangdong (1974–1975), Gouverneur du Sichuan (1975–1980) § Démissionnaire | Zhao Ziyang 赵紫阳 (1919–2005) Originaire de Pékin   |                    |                   |                   |          |               |
| 4        | | Li Peng 李鹏 (1928–2019) Originaire de Pékin         | 24 novembre 1987   | 25 mars 1988      | 10 ans, 113 jours | VI       | (par intérim) |
| 4        | 25 mars 1988 | Li Peng 李鹏 (1928–2019) Originaire de Pékin         | 15 mars 1993       | VII               | 10 ans, 113 jours | Li P. I  |               |
| 4        | 15 mars 1993 | Li Peng 李鹏 (1928–2019) Originaire de Pékin         | 17 mars 1998       | VIII              | 10 ans, 113 jours | Li P. II |               |
| 4        | Manifestations de la place Tian'anmen, Barrage des Trois-Gorges, Transfert de souveraineté vers Hong Kong Mandats : président de la commission d’État sur l'éducation (1985–1988), Vice-Premier ministre (1983–1987)                                                                                   | Li Peng 李鹏 (1928–2019) Originaire de Pékin         |                    |                   |                   |          |               |
| 5        | | Zhu Rongji 朱镕基 (1928– ) Originaire du Hunan       | 17 mars 1998       | 16 mars 2003      | 4 ans, 364 jours  | IX       | Zhu           |
| 5        | Transfert de souveraineté vers Macao, accession à l'Organisation mondiale du commerce Mandats : Maire de Shanghai (1987–1991), Gouverneur de la Banque populaire de Chine (1993–1995), Vice-Premier ministre (1993–1998)                                                                               | Zhu Rongji 朱镕基 (1928– ) Originaire du Hunan       |                    |                   |                   |          |               |
| 6        | | Wen Jiabao 温家宝 (1942– ) Originaire du Gansu       | 16 mars 2003       | 16 mars 2008      | 9 ans, 364 jours  | X        | Wen I         |
| 6        | 16 mars 2008 | Wen Jiabao 温家宝 (1942– ) Originaire du Gansu       | 15 mars 2013       | XI                | 9 ans, 364 jours  | Wen II   |               |
| 6        | Crise du SARS, Loi antisécession, Crise de la grippe aviaire H5N1, Séisme de 2008 au Sichuan, Jeux olympiques de Pékin, Exposition universelle de Shanghai Mandats : Vice-Premier ministre (1998–2003)                                                                                                 | Wen Jiabao 温家宝 (1942– ) Originaire du Gansu       |                    |                   |                   |          |               |
| 7        | | Li Keqiang 李克强 (1955–2023) Originaire du Shandong | 15 mars 2013       | 19 mars 2018      | 9 ans, 361 jours  | XII      | Li Y          |
| 7        | 19 mars 2018 | Li Keqiang 李克强 (1955–2023) Originaire du Shandong | 11 mars 2023       | XIII              | 9 ans, 361 jours  | Li Y     |               |
| 7        | Mandats: Vice-Premier ministre (2008–2013) | Li Keqiang 李克强 (1955–2023) Originaire du Shandong |                    |                   |                   |          |               |
| 8        | | Li Qiang 李强 (1959– ) Originaire du Zhejiang        | 11 mars 2023       | en cours          |                   | XIV      | Li Q          |